# Här är den sköna sommar
Här är den sköna sommar med inledningsorden ”Jag sjöng vid bondens knut: ’Nu är sommaren här!’ ’Det är våren som är slut,’ svarar bonden så tvär.” är en visa av Evert Taube som publicerades första gången i boken Julstämning 1947, därefter i Ballader i det blå 1948. 
Taube skrev visan på Ängön hos familjen Johansson strax efter andra världskrigets slut. Dottern Karin som i slutstrofen meddelar sommarens ankomst är samma Karin som i visan Huldas Karin.
Diktaren hävdar i visan att sommaren är på väg, men det förnekas av bonden, handelsmannen, sjömannen och kyrkoherden tills till slut lilla Karin utropar "Se, här är den sköna sommaren som jag har lovat dig" som en kontrast till den dystra inledningen på sången "Det är krig och politik som har fördärvat vår jord!"
Verklighetens Hulda Karin, Karin Jarnedal, född Johansson, har bekräftat att orden i slutstrofen faktiskt föll sig ungefär så också i verkligheten. Utan tvekan har Taube också inspirerats av den nordiska folkvisans Liten Karin (”Och liten Karin tjänte på unga kungens gård, hon lyste som en stjärna, bland alla tärnor små.”)

## Inspelningar
Den första inspelningen för grammofon var troligen den av Carl-Otto Taube, Evert Taubes äldste bror, född 1885. Med Evert Taube själv kom en inspelning ut i december 1949.
Andra som spelat in sången är bland andra Hootenanny Singers 1965, Olle Adolphson 1975, Sven-Bertil Taube 1998, samt Lill Lindfors 2006.  En inspelning med Jan Jägerstedt låg på Svensktoppen i fem veckor 1974.